# Proasellus peltatus
Proasellus peltatus là một loài chân đều trong họ Asellidae. Loài này được Braga miêu tả khoa học năm 1944.